# Góndola de supermercat

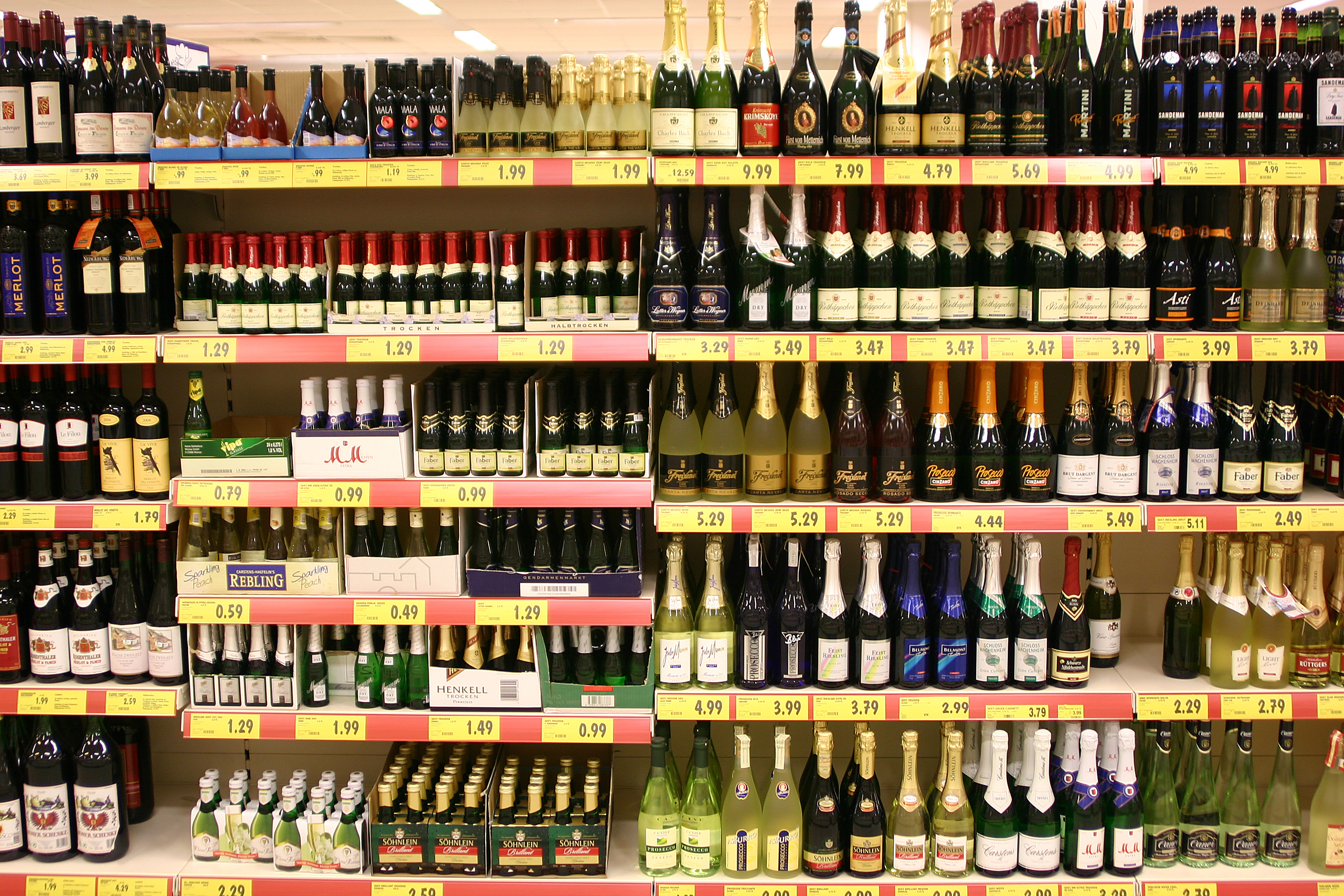
Frontal d'una góndola en un supermercat

La góndola de supermercat és un tipus de moble disposat a manera de paret per exhibir productes al consumidor en el punt de venda. A causa de les seves dimensions, s'utilitzen especialment en les grans superfícies d'autoservei i la seva longitud és el principal component del lineal.
Normalment, una góndola està formada per dos pals, sobre els quals es col·loquen panells verticals. Aquests panells compten amb uns orificis anomenats gotes, d'uns 15-30 mm de diàmetre. De les gotes s'enganxen tiges (ganxos per penjar productes) o bé safates (o prestatges). A més, cada ganxo o safata de la góndola compta amb un porta-preus de plàstic transparent per col·locar els preus del producte corresponent. L'ús de gotes permet modificar la disposició dels productes d'acord amb un planograma.
Cadascun dels dos extrems del moble es denomina capçalera de góndola i és un dels llocs en els quals es col·loquen els productes destacats o en promoció en el punt de venda.
La col·locació dels productes en els diferents nivells o alçades, representa un element fonamental per augmentar les vendes d'un producte determinat.

## Mesures[5]
Les dimensions de les góndoles poden variar d'un establiment a un altre: en les tendes petites solen ser menors que en les grans superfícies (supermercats i hipermercats).
Cada mòdul d'una góndola sol mesurar 90-120 cm de llarg, i en les grans superfícies solen alinear-se varis. La profunditat de les góndoles varia, i pot oscil·lar des de 20 cm (secció de perfumeria) fins a 80 cm (secció d'alimentació). Per la seva banda, les bases admeten profunditats de 80 cm, per poder situar mercaderia en un palet estàndard de 800 cm x 600 cm.